# 다니엘 마이스토로비치
다니엘 마이스토로비치(스웨덴어: Daniel Majstorović, 1977년 4월 5일, 스톡홀름 ~)는 스웨덴의 전직 축구 선수로, 현역 시절 중앙 수비수로 활약했다.
그는 자국 스웨덴의 브롬마포이카르나에서 축구를 시작했다. 그는 이 곳에서 1년 활약한 후, 1997년에 독일의 포르투나 쾰른으로 이적했지만, 1년 뒤에 스웨덴 무대로 복귀해 베스테로스와 계약했다. 그는 기량이 상승하면서 말뫼로 이적해 알스벤스칸 정상에 오르며 첫 우승을 거두었고, 2003년에는 스웨덴 국가대표팀에 처음으로 차출되었다.
2004년, 그는 네덜란드 에레디비시의 트벤터로 €800,000에 이적했고, 1년 뒤에는 스위스 슈퍼리그의 바젤로 €1.3M에 이적했다. 그는 2007-08 시즌에 리그와 컵 2관왕을 달성했다. 그는 2관왕을 달성하는 시즌에 11골을 기록해 구단 최다 득점 2위로 이름을 올렸다. 2008년, 그는 이후 수페르리가 엘라다의 AEK로 자유이적했다. 그는 2010년에 구단의 재정난으로 방출되어 스코티시 프리미어리그의 셀틱으로 이적했다. 그는 스코틀랜드 무대에서 2010-11 시즌 스코티시컵과 2011-12 시즌 스코티시 프리미어리그를 우승했다.

## 클럽 경력

### 초기 경력
프로 무대에서 축구를 시작하기 전, 마이스토로비치는 외베르그란과 하보의 유소년 무대에서 축구를 했다. 그는 1995년에 브롬마포이카르나에서 신고식을 치러 첫 해에 20번의 경기에 출전했다. 이듬해, 그는 14번의 경기에 출전해 1골을 득점하는데 그쳤지만, 독일의 포르투나 쾰른에 포착되어 1997년에 서명하여 이적했다. 1998년 2월 15일, 마이스토로비치는 2-2로 비긴 위어딩겐 05와의 경기에서 포르투나 쾰른 첫 경기를 치렀다. 신고식을 치른 이후, 마이스토로비치는 1군 주전 선수로서 활약했고, 1-1로 비긴 장크트 파울리와의 1998년 3월 14일 경기에서 득점을 기록했는데, 이는 그가 독일 무대에서 기록한 유일한 골이다.

### 베스테로스
마이스토로비치는 독일에서 더 많은 경기에 출전하지 못했는데, 그는 2년차에 불과 7번의 경기에 출전해 1골에 그쳤다. 그는 이듬해 스웨덴 무대로 복귀했는데, 베스테로스와 계약했다. 당시 구단은 알스벤스칸 시즌이 개막하기 전이었고, 마이스토로비치는 대리인 없이 손수 협상장에 출현했다. 이듬해, 그는 2부 리그 무대에서 불과 중위권에 그쳤다. 그는 베스테로스에서 지지자의 열렬한 환호를 받았고, 스웨덴 국가대표팀과 말뫼 스카우트의 망에 포착되었다.

### 말뫼
마이스토로비치는 베스테로스에서 준수한 활약을 펼치며, 스웨덴의 알스벤스칸 승격 새내기 말뫼로 이적했고, 지지자들로부터 중요 선수로 인정받았다. 마이스토로비치의 이적 사유에는 베스테로스의 심각한 재정난으로 강등 위기에 빠진 일이 유효했다. 말뫼는 협상 상대가 리그에서 승점 6점을 삭감당할 이유를 알기에 제의하여 구단을 살리려 했고, 동시에 전력감을 즉시 보강할 수 있었다. 마이스토로비치는 구단에서 성장하는 신예 즐라탄 이브라히모비치와 한배를 탔는데, 이브라히모비치는 2001년에 알스벤스칸 복귀를 견인했다.
마이스토로비치는 말뫼에서 시즌 동안 18번의 경기에 출전했고, 2004년에는 15년 만의 리그 우승에 일조했다. 같은 해, 그는 경쟁 구단으로부터 상대할 수 있는 최악의 상대로 꼽혔다. 마이스토로비치는 말뫼에서 4년을 보내며 86번의 경기에 출전해 9골을 기록했다. 그는 이후 더 큰 무대 도전으로 국가대표팀 경기 출전 기회를 더 잡기 위해 경쟁력 있는 구단으로의 이적을 감행했다.

### 트벤터
마이스토로비치는 2004년에 트벤터로 €800,000에 이적해 50번의 경기에 출전하여 4골을 기록했다. 그는 이 구단에서 2006년 인터토토컵을 들어올리는 성과를 거두었다. 비록 그는 트벤터에서 준수한 활약을 펼쳤지만, 논란의 중심에 섰는데, 2005년 3월, 그는 흐로닝언과의 에레디비시 경기에서 마르틴 드렌트를 팔꿈치로 찍어 7경기 출장 정지 징계를 받았고, 앞서 전 년도 12월에는 훈련 도중 블레즈 은쿠포와 다투었다. 1주 후, 마이스토로비치는 훈련에 지각해 구단에서 자제력이 부족하다고 방출되었다.

### 바젤
2006년 1월, 마이스토로비치는 아약스, PSV, 그리고 뉴캐슬 유나이티드의 제의에도 불구하고 스위스 리그를 평정한 바젤로 €3.3M에 이적했다. 그는 2005-06 시즌에 크리스티안 그로스 감독이 지휘하는 바젤의 1군에 합류했다. 마이스트로비치는 2번의 연습 경기에 출전한 후, 2006년 2월 12일에 1-1로 비긴 취리히와의 하트투름 원정 경기에서 스위스 슈퍼리그 신고식을 치렀다. 그는 1주 후인 2월 19일에 1-1로 비긴 샤프하우젠과의 장크트 야코프 파르크 안방 경기에서 첫 리그 득점을 기록했다.
그 해 가을, 바젤은 UEFA컵 결선 토너먼트에 진출했다. 바젤은 32강에서 모나코를 상대했고, 바젤은 1차전을 1-0으로 이긴 뒤 2차전에서 마이스토로비치의 동점골로 1-1 무승부로 마무리했다. 16강에 오른 바젤은 스트라스부르를 합계 4-2로 이기고 16강에 올랐다. 마이스토로비치는 8강 1차전에서 바젤이 미들즈브러를 2-0으로 이긴 가운데, 2차전을 리버사이드 스타디움에서 치렀는데, 원정 다득점에서 앞선 중간에 퇴장당했다. 미들즈브러에게 막판 결승골을 내주어 1-4로 패해 합계 3-4로 밀려 탈락하면서, 바젤 지지자들은 마이스토로비치를 역적으로 몰았다.
바젤은 2005-06 시즌 리그를 준수히 시작했고, 최종전까지 줄곳 선두를 달렸다. 바젤은 최종전에서 취리히를 상대로 안방 경기를 펼쳤다. 믈라덴 페트리치는 취리히에게 선제 실점한 후 바젤의 동점골을 기록했다. 그러나, 93분에 취리히의 율리안 플리페스쿠에게 1골 더 실점해 원정측에게 1-2로 패했고, 이는 취리히의 1980-81 시즌 이래 첫 리그 우승이 되었다. 바젤은 골득실차에 밀려 리그 우승이 좌절되었다. 마예스토로비치는 구단 합류 이래 18경기 모두 소화했고, 5골도 넣었다. 막판 실점으로 리그 우승을 놓치면서, 관중 소요 사태가 일어났고, 바젤 훌리건 소요 사건으로 구단은 징계를 받았다.
바젤은 2006-07 시즌 유럽대항전을 UEFA컵에서 치렀는데, 카자흐스탄의 토볼을 상대로 1라운드를 합계 3-1로 이겼다. 2라운드에서는 리히텐슈타인의 파두츠를 상대해 합계 2-2로 비기고 원정 다득점 원칙에 따라 간신히 통과했다. 1라운드에서는 바젤이 라보트니츠키에 합계 7-2로 이겨 조별 리그에 진출했다. 바젤은 페예노르트와 조별 리그 첫 경기를 1-1로 비겼다. 바젤은 뒤이어 블랙번 로버스에 0-3으로 패했다. 안방에서 낭시와 2-2로 비겼고, 비스와 크라쿠프와의 최종전은 1-3으로 패했다. 바젤은 조별 리그 최하위를 차지해 탈락했다. 마이스토로비치는 위의 유럽대항전 10경기 중 9경기에 출전해 2골을 기록했다. 2006-07 시즌, 바젤은 취리히에게 승점 1점 차이로 밀리며 리그를 또다시 준우승으로 마감했다. 마이스토로비치는 리그 36번의 경기 중 35번의 경기에 출전해 8골을 기록했다. 2006-07 시즌 스위스컵에서는 결승까지 올랐는데, 1라운드부터 준결승전까지 리슈탈, 루가노, 파울메스, 아라우, 그리고 빌을 이겼다. 결승에서는 루체른을 상대로 마이스토로비치의 추가 시간 3분에 터진 페널티 골에 힘입어 1-0으로 이겼다. 마이스토로비치는 대회의 6경기에 모두 출전했다.
바젤은 2007-08 시즌에도 UEFA컵에 참가했다. 예선전 두 경기와 플레이오프전 두 경기를 모두 이긴 바젤은 조별 리그에 무난히 진출했는데, 조별 리그도 무패로 2위에 올랐으며, 렌을 상대로 안방에서 1-0으로 이기고, 디나모 자그레브를 상대로 원정에서 0-0으로 비기고, 브란과의 안방 경기에서 1-0으로 이겼고, 함부르크를 상대로 원정에서 1-1로 비기며, 결선 토너먼트에 진출했다. 그러나, 바젤은 스포르팅 리스본에 패퇴했다. 마이스토로비치는 앞의 명시된 10경기에 모두 출전했다. 2007-08 시즌 끝에, 그는 구단에서 2관왕에 일조했다. 바젤은 리그와 컵 대회를 모두 석권했는데, 리그는 4년 만에 영 보이스와 승점 4점 차이로 우승했다. 스위스컵에서는 레세유, 빈닝엔, 그라스호퍼, 스타드 니오네를 이기고 준결승전에서 툰을 잡고 결승에 2년 연속 올랐고, 벨린초나에 4-1 승리를 거두며 우승을 차지했다.
마이스토로비치는 선수단의 부주장도 맡아 이반 에르기치가 부재중일 때에는 동료를 이끌었다. 마이스토로비치는 바젤에서 뛰어난 골 결정력을 과시했다. 그는 코너킥이나 공격 상황에서 높은 타점을 이용해 머리로 공을 집어넣기 위해 대게 상대 문전을 배회했다. 그는 페널티 킥 주자로도 안성맞춤이었다. 2007-08 시즌이 끝에 그는 10골을 넣어 바젤의 12골을 기록한 마르코 슈트렐러에 이어 선수단 최다 득점 2위였다. 그가 많은 골을 넣을 수 있는 데에는 바젤 시절 마이스토로비치는 전담 페널티킥 주자였던 데 있었다. 2008년 5월 19일, 유럽 축구 연맹은 그가 바젤에서 AEK으로 3년 계약을 맺고 이적한다고 발표했다.
마이스토로비치는 바젤 시절 총 142번의 경기에 출전해 32골을 기록했다. 이 중 85번의 경기는 스위스 슈퍼리그 경기이고, 10번은 스위스컵, 25번의 UEFA컵, 그리고 22번은 친선경기 출전 횟수이다. 그는 국내 리그에서 23골을 넣었고, 컵대회에서 4번, 유럽대항전에서 3골을 기록했고, 나머지 2골은 연습 경기에서 기록했다.

### AEK
2008년 5월 19일, 마이스토로비치는 그리스의 AEK와 3년 계약을 맺었고, 앞서 그는 라치오의 제의를 거절했다. 그는 2008년 8월 14일에 0-1로 패한 키프로스 리그의 오모니아를 상대로 UEFA컵 예선전 경기에 출전하며 첫 공식 경기를 치렀다. 마이스토로비치의 AEK 1호골은 아스테라스 트리폴리스를 상대로 터졌다. 그는 2009년 2월 22일에 아스테라스 트리폴리스를 상대로 또다시 득점에 성공하며 승리에 일조했다. 그는 그리스 국가대표 수비수 소티리스 키르야코스와 제라우두 아우베스와 협력했다. 마이스토로비치는 판세라이코스와의 2009년 3월 18일 그리스 컵 준결승전 경기에서 3호골을 기록했다. 마이스토로비치는 2009년 10월 1일에 벤피카와의 유로파리그 경기에도 득점했다.

### 셀틱
2010년 8월 16일, 마이스토로비치는 스코티시 프리미어리그의 셀틱과 2년 계약을 맺고 자유이적했다. 마이스토로비치는 2010년 8월 19일에 2-0으로 이긴 위트레흐트와의 유로파리그 경기에서 셀틱 신고식을 치렀고, 4-0으로 이긴 세인트 미렌과의 안방 경기에서는 스코티시 프리미어리그 첫 경기를 치렀다. 마이스토로비치는 2-1로 이긴 킬마넉과의 경기에서 스콧 브라운이 부상으로 빠진 가운대 주장 완장을 차고 경기에 임했고, 사흘 후에 인버네스 캘리도니언 시슬과의 리그컵 경기에서도 주장 완장을 찬 채로 출전했고, 셀틱은 이 경기를 6-0으로 크게 이겼다. 마이스토로비치는 2011년 1월 9일에 열린 3부 리그 버윅 레인저스와의 스코티시컵 경기에서 자신의 시즌 1호골을 기록했다. 그는 3-1로 이긴 던디 유나이티드와의 2011년 2월 13일 태너디스 파크 리그 원정 경기에서 리그 1호골도 기록했다. 마이스토로비치는 마더웰과의 2011년 스코티시컵 결승전에서 90분을 소화하고 경고도 받았지만, 셀틱의 3-0 승리에 일조했다.
2011년 12월 18일, 마이스토로비치는 세인트 존스톤 미드필더 데이비드 로버트슨과 충돌한 후 광대뼈 골절을 당했다. 거의 8주 동안 결장한 그는 2012년 2월 8일에 하츠와의 경기에 27분 출전해 복귀를 알렸고, 4-0 승리에 일조했다. 2012년 2월 28일, 마이스토로비치는 안데르스 스벤손과 즐라탄 이브라히모비치와 훈련 도중 충돌해 전방 십자 인대 부상을 당하면서 스코티시 프리미어리그 잔여 경기에 결장하게 되었다. 그 결과 마이스토로비치는 2011-12 시즌 말까지 계약이 유효한 상황에 셀틱에서 더 이상 뛰지 못하게 될 위기에 처했다.
억측이 난무한 가운데, 그는 글래스고 연고 구단과 계약을 연장하지 않기로 결정했다.

### AIK
2012년 5월 15일, 마이스토로비치는 2012년 8월에 셀틱을 떠나 알스벤스칸의 AIK와 2년 반 계약을 맺고 스웨덴 무대로 복귀하는 것으로 밝혀졌다. 2014년 1월 6일, 그는 상호 계약 해지로 구단을 떠났다.
2014년 2월 4일, 마이스토로비치는 현역 은퇴를 선언했고, 이후 대리인으로 전향하겠다고 덧붙였다.

## 국가대표팀 경력

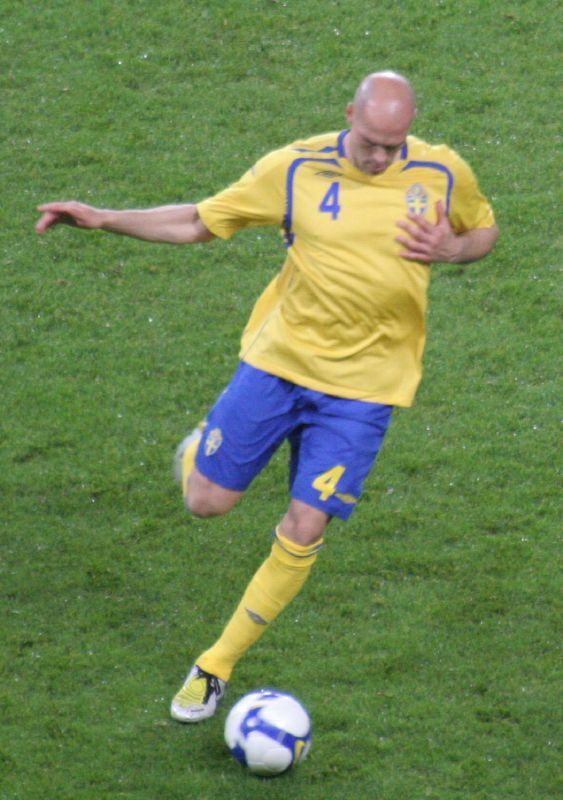
2009년, 스웨덴 국가대표팀의 마이스토로비치

마이스토로비치는 말뫼 소속으로 UEFA컵과 스웨덴 알스벤스칸에서 준수한 활약을 펼치면서 스웨덴 국가대표팀에 발탁되었다. 그는 3-2로 이긴 카타르와의 킹스컵 경기에 출전하며 국가대표팀 신고식을 치렀고, 뒤이어 태국과의 다음 경기에서는 득점도 올려 4-1 승리에 일조했다. 마이스토로비치는 포르투갈에서 열린 유로 2004와 독일에서 열린 2006년 월드컵에서 예비 명단에 이름을 올렸다.
그는 레이캬비크에서 열린 아이슬란드전과 벨파스트에서 열린 북아일랜드와의 유로 2008 예선전 경기에서 교체로 출전했고, 파두츠에서 열린 리히텐슈타인전과 솔나에서 열린 라트비아전에서는 선발로 출전했다. 마이스토로비치는 오스트리아와 스위스가 공동 개최한 유로 2008 본선에서 마침내 최종 명단에 이름을 올렸다. 스웨덴은 2010년 월드컵 본선행에 실패했지만, 유로 2012에 최다 승점 적립 조 2위 국가로서 본선에 진출했다. 2011년 11월에 잉글랜드전에서 자책골을 기록하면서, 그는 본의 아니게 잉글랜드 국가대표팀의 2,000호골 주인공이 되었다. 2012년 2월 28일, 자그레브에서 크로아티아전을 앞둔 마이스토로비치는 십자 인대 부상을 당해 유로 2012 본선 참가가 좌절되었다.

## 사생활
마이스토로비치는 슬하에 3명의 자식을 두었다: 아들은 안토니오 하나고, 나머지 둘은 딸로 다니엘레와 셀리네다. 그는 스웨덴의 스포츠 다큐멘터리 "말뫼 - 알스벤스칸 2004"와 "퇴로 - 정맥"에 출연했다. 그는 7개 언어를 구사한다. 그는 모국어인 스웨덴어 외에도 세르비아어, 네덜란드어, 덴마크어, 영어, 노르웨이어, 독일어, 그리고 그리스어를 구사할 수 있다. 그는 세르브 혈통이다.

## 경력 통계

### 클럽
2012년 11월 8일 기준
| 구단             | 시즌      | 리그                  | 리그 | 리그 | 컵   | 컵 | 리그컵 | 리그컵 | 유럽 | 유럽 | 합계 | 합계 |
| 구단             | 시즌      | 리그명                | 출장 | 골   | 출장 | 골 | 출장   | 골     | 출장 | 골   | 출장 | 골   |
| ---------------- | --------- | --------------------- | ---- | ---- | ---- | -- | ------ | ------ | ---- | ---- | ---- | ---- |
| 브롬마포이카르나 | 1996      | 북부 에탄 포트볼      | 20   | 0    | –    | –  | –      | –      | –    | –    | 20   | 0    |
| 브롬마포이카르나 | 1997      | 북부 에탄 포트볼      | 14   | 1    | –    | –  | –      | –      | –    | –    | 14   | 1    |
| 브롬마포이카르나 | 합계      | 합계                  | 34   | 1    | –    | –  | –      | –      | –    | –    | 34   | 1    |
| 포르투나 쾰른    | 1997–98   | 2. 분데스리가         | 17   | 1    | 4    | 1  | –      | –      | –    | –    | 21   | 2    |
| 포르투나 쾰른    | 1998–99   | 2. 분데스리가         | 7    | 1    | –    | –  | –      | –      | –    | –    | 7    | 1    |
| 포르투나 쾰른    | 합계      | 합계                  | 24   | 2    | 4    | 1  | –      | –      | –    | –    | 28   | 2    |
| 베스테로스       | 1999      | 북부 에탄 포트볼      | 19   | 4    | –    | –  | –      | –      | –    | –    | 19   | 4    |
| 베스테로스       | 2000      | 수페레탄              | 25   | 5    | –    | –  | –      | –      | –    | –    | 25   | 5    |
| 베스테로스       | 합계      | 합계                  | 44   | 9    | –    | –  | –      | –      | –    | –    | 44   | 9    |
| 말뫼             | 2001      | 알스벤스칸            | 23   | 3    | –    | –  | –      | –      | –    | –    | 23   | 3    |
| 말뫼             | 2002      | 알스벤스칸            | 24   | 4    | –    | –  | –      | –      | –    | –    | 24   | 4    |
| 말뫼             | 2003      | 알스벤스칸            | 21   | 0    | –    | –  | –      | –      | 2    | 0    | 23   | 0    |
| 말뫼             | 2004      | 알스벤스칸            | 18   | 2    | –    | –  | –      | –      | –    | –    | 18   | 2    |
| 말뫼             | 합계      | 합계                  | 86   | 9    | –    | –  | –      | –      | 2    | 0    | 88   | 9    |
| 트벤터           | 2004–05   | 에레디비시            | 30   | 2    | 3    | 0  | –      | –      | –    | –    | 33   | 2    |
| 트벤터           | 2005–06   | 에레디비시            | 19   | 2    | 2    | 0  | –      | –      | 0    | 0    | 21   | 2    |
| 트벤터           | 합계      | 합계                  | 49   | 4    | 5    | 0  | –      | –      | 0    | 0    | 54   | 4    |
| 바젤             | 2005–06   | 스위스 슈퍼리그       | 18   | 5    | –    | –  | –      | –      | 6    | 1    | 24   | 6    |
| 바젤             | 2006–07   | 스위스 슈퍼리그       | 35   | 8    | –    | –  | –      | –      | 6    | 1    | 41   | 9    |
| 바젤             | 2007–08   | 스위스 슈퍼리그       | 32   | 10   | 4    | 2  | –      | –      | 6    | 0    | 42   | 12   |
| 바젤             | 합계      | 합계                  | 85   | 23   | 4    | 2  | –      | –      | 18   | 2    | 107  | 27   |
| AEK              | 2008–09   | 수페르리가 엘라다     | 34   | 2    | 6    | 1  | –      | –      | 2    | 0    | 42   | 3    |
| AEK              | 2009–10   | 수페르리가 엘라다     | 33   | 2    | 1    | 1  | –      | –      | 6    | 1    | 40   | 4    |
| AEK              | 합계      | 합계                  | 67   | 4    | 7    | 2  | –      | –      | 8    | 1    | 82   | 7    |
| 셀틱             | 2010–11   | 스코티시 프리미어리그 | 32   | 1    | 5    | 1  | 2      | 0      | 1    | 0    | 40   | 2    |
| 셀틱             | 2011–12   | 스코티시 프리미어리그 | 17   | 0    | 0    | 0  | 2      | 0      | 6    | 0    | 25   | 0    |
| 셀틱             | 합계      | 합계                  | 49   | 1    | 5    | 1  | 4      | 0      | 7    | 0    | 65   | 2    |
| AIK              | 2012      | 알스벤스칸            | 4    | 0    | 1    | 0  | -      | -      | 2    | 0    | 7    | 0    |
| AIK              | 2013      | 알스벤스칸            | 8    | 1    | 0    | 0  | -      | -      | 0    | 0    | 8    | 1    |
| AIK              | 합계      | 합계                  | 12   | 1    | 1    | 0  | -      | -      | 2    | 0    | 15   | 1    |
| 경력 합계        | 경력 합계 | 경력 합계             | 450  | 54   | 26   | 6  | 4      | 0      | 37   | 3    | 517  | 62   |

### 국가대표팀
| 국가대표팀 | 연도 | 출장 | 골 |
| ---------- | ---- | ---- | -- |
| 스웨덴     | 2003 | 3    | 1  |
| 스웨덴     | 2004 | 0    | 0  |
| 스웨덴     | 2005 | 2    | 0  |
| 스웨덴     | 2006 | 2    | 0  |
| 스웨덴     | 2007 | 5    | 0  |
| 스웨덴     | 2008 | 8    | 0  |
| 스웨덴     | 2009 | 11   | 1  |
| 스웨덴     | 2010 | 8    | 0  |
| 스웨덴     | 2011 | 9    | 0  |
| 스웨덴     | 2012 | 0    | 0  |
| 스웨덴     | 2013 | 2    | 0  |
| 합계       | 합계 | 50   | 2  |

### 국가대표팀 득점 기록
아래의 점수에서 왼쪽의 점수가 스웨덴의 점수이며, 점수 열은 마이스토로비치의 득점 상황을 나타낸다.
| #  | 날짜            | 경기장                        | 상대 | 점수 | 결과 | 대회                 |
| -- | --------------- | ----------------------------- | ---- | ---- | ---- | -------------------- |
| 1. | 2003년 2월 20일 | 태국 방콕 수파찰라사이 경기장 | 태국 | 4–0  | 4–1  | 2003년 킹스컵        |
| 2. | 2009년 6월 10일 | 스웨덴 예테보리 울레비        | 몰타 | 2–0  | 4–0  | 2010년 월드컵 예선전 |

## 수상
말뫼
- 알스벤스칸: 2004

바젤
- 스위스 슈퍼리그: 2007–08
- 스위스 컵: 2006–07, 2007–08

셀틱
- 스코티시컵: 2011
- 스코티시 프리미어리그: 2011–12

개인
- 스웨덴 올해의 골: 2002

## 참고 문헌
- Josef Zindel (2018). 《FC Basel 1893. Die ersten 125 Jahre》 (독일어). Basel: Friedrich Reinhardt Verlag. ISBN 978-3-7245-2305-5.